# Phileurus complanatus
Phileurus complanatus är en skalbaggsart som beskrevs av Palisot de Beauvois 1809. Phileurus complanatus ingår i släktet Phileurus och familjen Dynastidae. Inga underarter finns listade i Catalogue of Life.